# Valmieras FK
Valmieras FK é uma equipe letão de futebol com sede em Valmiera. Disputa a primeira divisão da Letônia (Virslīga).
Seus jogos são mandados no Jānis Daliņš stadium Valmiera, que possui capacidade para 2.000 espectadores.

## História
O Valmieras FK foi fundado em 1996.

## Uniformes

### 1º Uniforme
| 2020 | 2019 | 2018 |

### 2º Uniforme
| 2020 | 2019 | 2018 |

## Elenco
Atualizado em 10 de Setembro de 2018.